# Hochheim (Nessetal)
Hochheim è una frazione del comune tedesco di Nessetal, nel Land della Turingia.

## Storia
Il 1º gennaio 2019 il comune di Hochheim venne fuso con i comuni di Ballstädt, Brüheim, Bufleben, Friedrichswerth, Goldbach, Haina, Remstädt, Wangenheim, Warza e Westhausen, formando il nuovo comune di Nessetal.